# Izivia
Izivia est une entreprise française, détenue à 100 % par Électricité de France (EDF), spécialisée dans le secteur d'activité de l'ingénierie et études techniques. La société assure différentes prestations destinées à concevoir, construire ou exploiter des installations de recharge pour voiture électrique.
Créée le 1er juin 1998, Izivia exerce ses activités à destination des collectivités, syndicats d’énergie et des entreprises. Pour les utilisateurs de voiture électrique, l’entreprise met à disposition un badge de recharge et une application mobile pour recharger sur des réseaux publics de bornes électriques en France et en Europe.

## Stratégie commerciale
L’entreprise est l’une des filiales de solutions énergétiques du Groupe EDF, qui ont pour objectif de proposer des services complémentaires à la fourniture d’électricité.
Lancé le 10 octobre 2018 par Jean-Bernard Levy, ex-PDG d’EDF, un plan stratégique nommé « Plan Mobilité Électrique » identifie Izivia comme la filiale de solutions énergétiques pour assurer l'installation et l'exploitation des bornes de recharge en France.
Dans le cadre de ses activités, Izivia assure deux principaux rôles : celle d’opérateur d’Infrastructures de Recharge pour Véhicule Électrique et d’opérateur de mobilité.

### Opérateur d’Infrastructure de Recharge pour Véhicule Électrique
Pour les entreprises, collectivités et syndicats d’énergies, Izivia installe et gère des stations de recharge et des solutions en marque blanche ou à la marque Izivia. Les installations réalisées se trouvent en voirie, sur des parkings privés ou sur des parkings accueillant du public, avec des bornes de recharge allant de 3,7 kW à des puissances de recharge ultra-rapide (jusqu’à 350 kW) aux standards de connecteurs Type 2, CCS ou CHaDeMo.

### Opérateur de mobilité pour les particuliers
Dans le cadre des recharges de véhicules électriques sur les trajets, un badge de recharge matérialisé par une carte RFID est nécessaire pour l’identification d’un utilisateur sur les bornes électriques publiques. Les opérateurs de mobilité tels que Chargemap, Newmotion ou Izivia proposent des cartes de recharge pour accéder aux réseaux de stations de recharge et un espace client. Le nombre de points de charge accessibles varie selon l’opérateur de mobilité qui, via l’interopérabilité, négocie des accès à des stations de recharge d’autres opérateurs.

## Histoire

### Activité autour de l’énergie embarquée
Créée le 1er juin 1998, l’entreprise d’abord connue sous le nom de Sodetrel (SOciété pour le DEveloppement des TRansports ELectriques), a pour activité première la location de batteries pour véhicules lourds.

### Sodetrel, expérimentateur du Groupe EDF sur la mobilité électrique
À partir de 2010, la société va se transformer pour conduire différentes expérimentations autour de la mobilité électrique pour le compte d’EDF. Différents projets de mobilité voient alors le jour pour tester les performances des véhicules électriques, véhicules hybrides rechargeables, des infrastructures de recharge, et comprendre les attentes des usagers.

#### Projet Kléber - Juin 2010
Expérimentation d'une flotte de 100 Toyota Prius Hybrides Rechargeables, adossée à une infrastructure de recharge publique et à des bornes privées, menée en partenariat avec l’ADEME, la Communauté urbaine de Strasbourg, Toyota, EDF et Électricité de Strasbourg. Izivia y installe plus de 300 points de charges sur la voie publique, sur des parkings d’entreprises partenaires et au domicile des utilisateurs, afin de tester l’acceptation des utilisateurs à la mobilité électrique.

#### MINI E Paris – décembre 2010
Pour les besoins de l’expérimentation, 2 groupes de 25 particuliers ont été sélectionnés pour tester successivement la MINI E pendant 6 mois au prix d’un abonnement mensuel dédié au service. Le premier groupe a effectué ses tests de décembre 2010 à mai 2011 et le second de juillet 2011 à décembre 2011.
Le Groupe Véolia a également disposé de six Mini E en autopartage sur trois de ses sites à disposition d’une centaine de collaborateurs. En plus d’assurer l’équipement de points de charge au domicile des particuliers et dans les parkings des entreprises, le Groupe EDF a disposé de 7 mini E pour contribuer également à l’expérience. L’INRETS (Institut National de Recherche sur les Transports et leur Sécurité) en charge d’interviewer les réalisateurs, de recueillir les données et d’analyser les résultats obtenus, a aussi disposé de quelques véhicules à l’essai.

#### Projet SAVE - Janvier 2011
Dans le cadre du Projet Seine Aval Véhicule Électrique (SAVE) mené sur le territoire des Yvelines, 80 véhicules de l’alliance Renault-Nissan ont été mis en circulation pendant un an à destination des particuliers, des entreprises et universités (dont notamment Carrefour, ERDF, France Télécom, Isty, Eiffage, SOTREMA, Otis…) et des établissements publics et des collectivités (Conseil général des Yvelines, EPAMSA, ville de Poissy, ville des Mureaux, ville de Mantes-la-Jolie, ville d’Aubergenville). Près de 150 points de charge ont été installés pour la recharge de l’ensemble des véhicules.

#### Projet Autobleue - Avril 2011
Le projet Autobleue impulsé par la Métropole Nice Côte d’Azur en partenariat avec Veolia, EDF, Sodetrel, Enedis, Citelum, Hager, Proxiway, VU Log, Cityway et des constructeurs automobiles (Peugeot, Mia Electric, Citroën) avait pour objectif initial l’implantation de 210 véhicules électriques en circulation avec un réseau de 70 stations pour 350 bornes au prix d’un abonnement mensuel pour l’utilisateur.

#### Lancement de l’expérimentation Corri-Door – Mai 2015
Afin d’équiper le territoire français en bornes de recharge rapide, un consortium créé et conduit par le groupe EDF en compagnie d’acteurs engagés dans la mobilité électrique (ParisTech, Nissan, Volkswagen, Renault, Sodetrel) inaugurera fin mai 2015 les deux premières bornes de charge rapide du réseau « Corri-Door », sur les aires de Bosgouet Nord (A13, Eure) et de Tardenois Nord (A4, Aisne). Ce projet national d’un budget global de 9,7 millions d’euros, dont 4,8 cofinancés par l’Union Européenne (RTE-T) a pour objectif de développer les infrastructures de charge rapide (50 kW) sur les aires de service d'autoroutes.
Au début de l'automne 2019, les bornes Izivia du réseau Corri-Door représentaient 217 points de charge rapide (à une puissance de 50 kW) sur ou à proximité des autoroutes françaises.

#### Tests concluants pour l’interopérabilité des bornes Corri-Door - Mai 2016
À la suite de premiers tests concluants d’interopérabilité avec GIREVE (Groupement pour l’Itinérance des Recharges Électriques de Véhicules), le 10 mai 2016, l’opérateur communique sur l’accessibilité de ses bornes rapides Corri-Door pour tout possesseur de badges de recharge grâce à un accord réalisé avec la plateforme GIREVE.
Sodetrel est alors le premier opérateur de bornes de recharge en France a permettre l’interopérabilité sur un parc de bornes.

#### Lancement du Plan Mobilité Électrique d’EDF - Octobre 2018
Le 10 octobre 2018, le groupe EDF lance le Plan Mobilité Électrique pour être l’énergéticien leader dans le domaine dès 2022 sur quatre marchés européens : France, Royaume-Uni, Italie et Belgique. Ce plan pour la transition énergétique a pour but de confirmer le leadership du groupe EDF dans la production d’électricité sans CO2 et le développement des nouveaux usages électriques.
À horizon 2022, différents objectifs ont été communiqués auprès de médias spécialisés dans les domaines de l’énergie ou du transport : 
- celui de devenir le 1er fournisseur en électricité pour véhicules électriques, avec 600 000 véhicules alimentés par EDF[26].
- Le déploiement de 75 000 bornes par IZIVIA et de donner accès à 250 000 points de charge à ses clients en interopérabilité en Europe, pour devenir le 1er exploitant de bornes de recharge[27].
- Et l’exploitation de 4 000 bornes « smart charging » dès 2020. Le but annoncé étant de faire de la mobilité électrique un vecteur de transformation des systèmes électriques via la mise à disposition de la batterie des véhicules sur le réseau d’électricité pour contribuer à son équilibre pendant les périodes de forte consommation[25].

#### Changement de nom de marque, Sodetrel devient Izivia - Octobre 2018
Le 18 octobre 2022, l’entreprise spécialisée dans l’exploitation de bornes de recharge du groupe EDF change de nom pour faire écho au Plan Mobilité Électrique de sa maison mère.

#### Fin de Corri-Door et annonce du réseau IZIVIA Express
À la suite de plusieurs incidents techniques, constatés par l’opérateur, laissant entrevoir des risques de sécurité de personne, une grande partie des bornes de recharge « Corri-Door » ont été mises en indisponibilité le 7 février 2020. C’est à la suite de l’analyse d’un bureau d’études certifié et indépendant que l’opérateur de mobilité annonce le 18 février 2020, à ses clients et via un communiqué de presse, l’arrêt définitif de 189 bornes rapides sur les 217 de son réseau. Il devient donc très compliqué de traverser la France en véhicule électrique par manque de points de recharge rapide sur les autoroutes. Izivia ne possède donc plus que 28 bornes de recharge rapide.
Associé au « Fonds de modernisation écologique des transports », géré par Demeter, Izivia ne délaisse pas la charge rapide et annonce qu’elle installera des bornes rapides à proximité des centres urbains et des zones commerciales très fréquentées. Ces bornes ne seront plus réservées aux autoroutes. Le réseau nommé « Izivia Express » proposera 300 points de charge avec des puissances allant jusqu’à 150 kW pour charger les véhicules électriques à 80 % de son autonomie en 15 à 30 minutes.
Le mars 2022, Izivia annonce avoir identifié 75 stations de recharge à déployer sur 45 centres Norauto, 14 magasins Intermarché, 3 magasins E. Leclerc, ainsi que d’autres grands centres commerciaux.